# 합동지휘통제체계
합동지휘통제체계(영어: Korean Joint Command & Control System, 약칭: KJCCS)는 대한민국 합동참모본부에서 사용하는 지휘, 통제, 통신 및 정보(Command, Control, Communication, computer and Intelligence; C4I) 체계이다.

## 기능
'전장망'이라고도 하는 KJCCS는 한국군의 내부 통신망으로 전시에 작전을 지시하거나 보안이 필요한 비밀을 송·수신을 할 때 사용되며 인트라넷인 국방망과 구별된다.